# Howard McPhee
Howard McPhee (Howard McLeod „Howie“ McPhee; * 11. Mai 1916 in Vancouver; † 29. November 1940 ebd.) war ein kanadischer Sprinter.
Bei den Olympischen Spielen 1936 in Berlin wurde er Fünfter in der 4-mal-100-Meter-Staffel. Über 100 und über 200 Meter erreichte er das Halbfinale.
1936 wurde er Kanadischer Meister über 100 und 200 Meter.

## Persönliche Bestzeiten
- 100 m: 10,3 s, 1. Juli 1936, Vancouver
- 200 m: 21,5 s, 11. Juli 1936, Montreal